# Complessità e contraddizioni nell'architettura
Complessità e contraddizioni nell'architettura è un saggio di architettura pubblicato nel 1966 dall'architetto statunitense Robert Venturi. Si tratta in realtà di un vero e proprio manifesto, che Vincent Scully nella sua introduzione giudica come "probabilmente il più importante testo di architettura dal Vers une architecture di Le Corbusier, del 1923".

## Contenuti e tematiche
Il testo prende le mosse da una dichiarazione categorica: l'autore ama ed è fautore di un'architettura complessa e contraddittoria.
La cultura contemporanea ha ormai accettato la contraddizione come condizione esistenziale, in ogni settore si manifesta l'impossibilità di giungere ad una sintesi onnicomprensiva e perfetta della realtà, persino la matematica sembra aver perso le proprie fondamenta razionali, come emerge dal teorema di incompletezza di Gödel (secondo il quale ogni sistema assiomatico sufficientemente completo è incoerente al proprio interno, presenta preposizioni indecidibili).
Nel contrapporsi alle esemplificazioni cui è giunto il Movimento Moderno (inteso ormai come pratica accettata e diffusa) il testo, se pur critico, si pone in una condizione di complementarità e di dialogo nei confronti dei maestri. Venturi pur rifiutando la semplificazione (less is a bore) va alla ricerca di elementi complessi e contraddittori anche all'interno delle opere prodotte dal Movimento Moderno, riconoscendo in tali contraddizioni il veicolo portatore di un sentimento poetico ed espressivo universale. Tale sentimento si manifesta da sempre, in ogni epoca, anche in architetture minori o spontanee, ed è l'espressione tipica di ogni fase di manierismo.
Dal Cinquecento italiano, a Palladio o Borromini, fino a Sullivan e più recentemente ad Aalto, Le Corbusier e Kahn, l'autore cerca attraverso molti esempi di mostrare la propria idea di complessità e contraddizione in architettura.
- Pittoresco: complessità non significa casualità o pittoresco. La complessità nasce dall'accettazione dei problemi posti dalla realtà e dalla ricerca di una risposta che non forzi, bensì che assecondi e moltiplichi le soluzioni. La complessità non è per altro una rinuncia alla ricerca dell'unitarietà complessiva dell'opera architettonica, la complessità non è frammentazione.
- Ambiguità - Il fenomeno "o-o": in talune opere gli elementi costitutivi generano una discrepanza fra "fatto fisico ed elemento psichico", si basano sul paradosso insito nella percezione e nel processo di significazione (si pensi a Escher). L'ambiguità è descrivibile dalla congiunzione "o", ad esempio: la villa Savoye ha una pianta quadrata "o" no? L'ambiguità è una caratteristica fondamentale dell'espressione artistica.
- Livelli contraddittori - il fenomeno "e-e": la contraddizione rispetto all'ambiguità crea un contrasto più netto, una vera e propria tensione drammatica che deve sintetizzarsi all'interno dell'opera attraverso la percezione simultanea di molteplici livelli. Da ciò si genera il fenomeno e-e. La casa Shodhan di Le Corbusier è chiusa e tuttavia aperta. L'autore sviluppa la stessa analisi su diverse categorie di contraddizione, come simmetrico e tuttavia asimmetrico, piccolo e tuttavia monumentale, frammentario e tuttavia fluido, duale e tuttavia unitario, centrale e tuttavia direzionato, etc.
- Livelli contraddittori - L'elemento a doppia funzione: da un'analisi dell'ambiguità e contraddittorietà formale e compositiva, l'autore passa all'osservazione di un'ambiguità funzionale, e strutturale. Contraddizioni che nascono dall'uso contraddittorio e promiscuo di un edificio e contraddizioni che nascono nell'uso dei materiali o delle strutture (le colonne di una basilica, sono elementi strutturali e tuttavia posseggono un valore plastico e spaziale).
- Elemento convenzionale: l'architettura non è solo eccezionalità essa deve contenere anche ciò che è banale, anonimo, commerciale, in quanto esso è parte della realtà, è ciò di cui disponiamo. Lo stesso Le Corbusier fu il primo ad applicare questo concetto, (le sedie Thonet, i radiatori in ghisa, le strutture in calcestruzzo prefabbricato, le lampadine, compaiono come elementi in primo piano nei suoi progetti) questi elementi ordinari, che egli innalza al livello dell'opera d'arte, sembrano porsi sulla stessa linea delle scoperte fatte dai dadaisti sulla decontestualizzazione dell'oggetto d'uso comune, e si caricano di una qualche ironia. Per Venturi invece l'oggetto banale è l'unico a disposizione, non rappresenta l'eccezione all'interno di un contesto in grado di innalzarlo, l'oggetto dozzinale, è ciò di cui dispone l'architetto in questa società, il suo compito è quello di utilizzarlo in modo complesso e contraddittorio al fine di ottenere un'unitarietà dell'insieme.
- Contraddizione risolta o evidenziata: la contraddizione risolta, è diffusa all'interno di una regola generale, non si manifesta se non attraverso una leggera vibrazione dell'insieme, che provoca una tensione indefinibile. È evidenziata, invece, quando genera una frattura netta, violenta, che denuncia sé stessa in modo drammatico e chiaramente espresso.
- Interno ed esterno: l'autore descrive come tutte le categorie fin qui individuate, possano essere utilizzate per creare contraddizioni e contrasti, non solo verso la direzione esteriore, ma anche nei rapporti fra interno ed esterno dell'opera architettonica.
- L'unità difficile: un'architettura complessa e piena di compromessi deve essere anche unitaria. L'autore definisce questa unità come "difficile" fondata sull'inclusione e non sull'esclusione. Questa unità del complesso consiste nel fatto di essere costituito da elementi capaci di inflettersi verso qualcosa al di fuori di essi attraverso propri legami. L'elemento inflesso è un elemento a funzione parziale che dipende da qualcosa di esterno ad esso e nella cui direzione si inflette. Si tratta di un'arte fondata sul frammento, su ritmi complessi in contrappunto fra loro, sulla molteplicità delle direzioni.